# Ablemma kaindi
Ablemma kaindi là một loài nhện trong họ Tetrablemmidae.
Loài này thuộc chi Ablemma. Ablemma kaindi được Lehtinen miêu tả năm 1981.